# Popović (gmina Rača)
Popović (cyr. Поповић) – wieś w Serbii, w okręgu szumadijskim, w gminie Rača. W 2011 roku liczyła 358 mieszkańców.